# Васильевка (Нижнезалегощенское сельское поселение)
Васи́льевка — деревня в Залегощенском районе Орловской области России. Административный центр Нижнезалегощенского сельского поселения.

## География
Деревня находится в центральной части Орловской области, в лесостепной зоне, в пределах центральной части Среднерусской возвышенности, к северу от реки Залегощь, при автодороге 54К-6, на расстоянии примерно 2 км (по прямой) к юго-востоку от посёлка городского типа Залегощь, административного центра района. Абсолютная высота — 230 м над уровнем моря.

### Часовой пояс
Деревня Васильевка, как и вся Орловская область, находится в часовой зоне МСК (московское время). Смещение применяемого времени относительно UTC составляет +3:00.

## Население
| 2002 | 2010 |
| ---- | ---- |
| 526  | ↘502 |

### Половой состав
По данным Всероссийской переписи населения 2010 года, в гендерной структуре населения мужчины составляли 43,6 %, женщины — соответственно 56,4 %.

### Национальный состав
Согласно результатам переписи 2002 года, в национальной структуре населения русские составляли 73 % из 526 чел.